# Políbole
A políbole é uma máquina de guerra da antiguidade clássica, de feição semelhante à balista ou à besta, caracterizada por lançar projécteis de grandes dimensões em jacto contínuo. É a variedade mais antiga de besta de repetição.

## Etimologia
O substantivo «políbole» provém directamente do grego antigo πολυβόλος, vocábulo que, por sua vez, aglutina os étimos πολύς (polys), "multiplos, muitos" e -βόλος (-bolos) "lançador", o qual, por seu turno, advém de βάλλω (ballo), "lançar, arremessar, projectar",   significando literalmente «multi-lançador».

## História

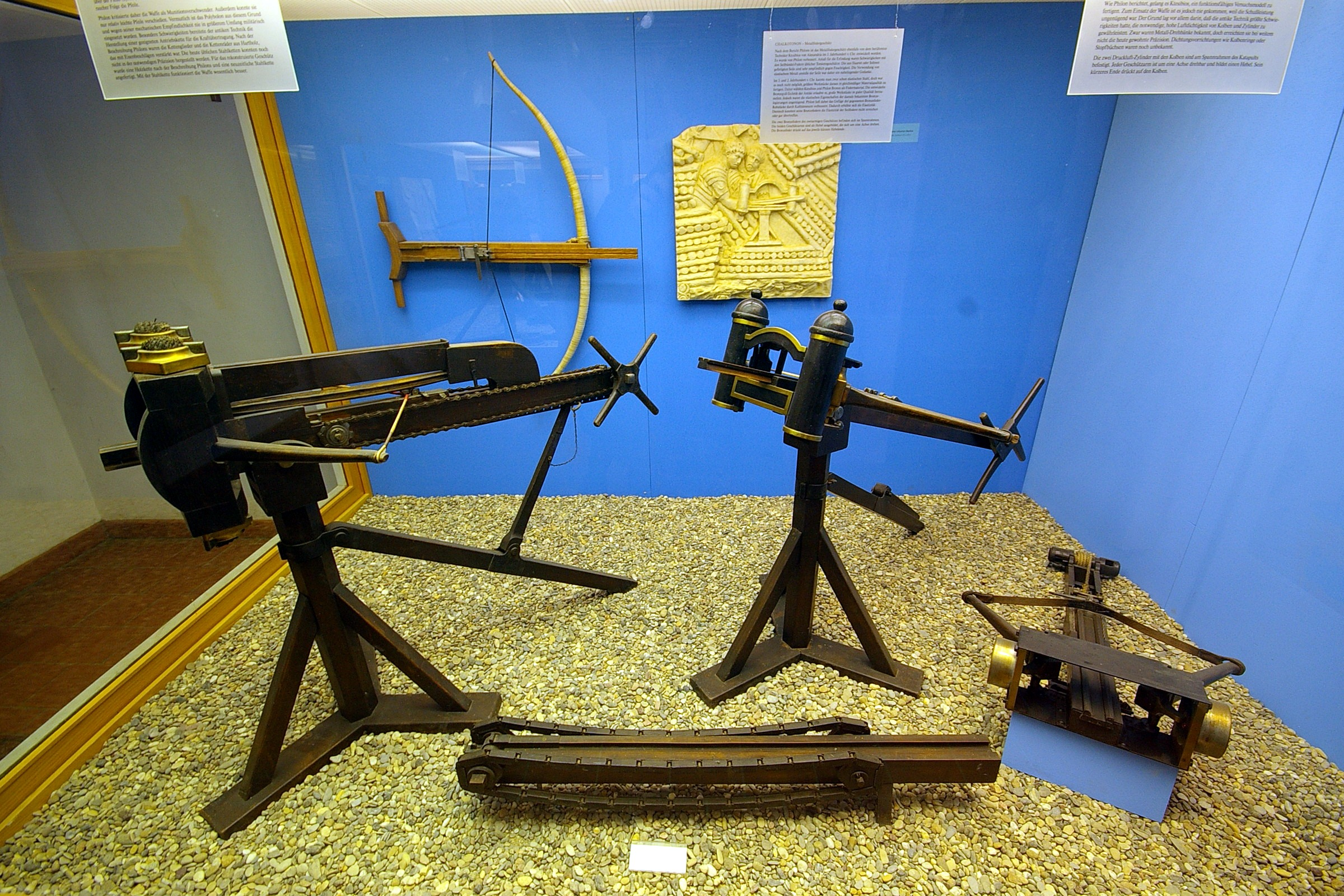
Reconstituição de uma políbole, elaborada pelo engenheiro alemão Erwin Schramm (1856–1935), presentemente em exibição no castelo de Saalburgo

A políbole remonta à Grécia Antiga, e terá sido projectada pelo engenheiro grego Dioniso de Alexandria, também chamado Dionísio, o Velho, em Siracusa, no século III a.C, no ensejo de um conflito militar com os cartagineses. Ulteriormente, esta besta foi deveras concebida pelo engenheiro grego Filão de Bizâncio, no século III a.C.
De acordo com o tratado de artilharia, a «Belopoeica», redigido por Filão, a políbole não carecia de ser recarregada manualmente, servia-se de um sistema de correias e engrenagens, que conseguia recarregar a besta automaticamente, por feito da gravidade. Terá sido o primeiro mecanismo do seu tipo à época.
As bestas de repetição pertencem a uma categoria de besta  adaptada por molde a simplificar os actos de armar o arco, carregar os virotes e disparar, reduzindo-os a um único movimento manual. Por conseguinte, este tipo de arma consegue disparar mais virotes, por minuto, do que as bestas convencionais. Também é caracterizado por conter uma aljava com vários virotes, armada adjacente ao arco, pronta a aprestar a haste com um virote novo, através de um sistema de alavanca.

## Feitio
A políbole diferiria das balistas convencionais na medida em que dispunha de uma aljava de madeira, capaz de conter virotes às dúzias, que era posicionada directamente sobre a mensa (o que modernamente designamos de "haste da besta", isto é, a superfície plana de madeira em que assentam os projécteis, antes de serem disparados). O mecanismo destaca-se por se servir de um corrente de elos achatados, que se enrolava de torno de um sarilho ou molinete. A mensa, à guisa do que sucedia com a gastrafeta, outra variedade de besta de assédio da antiguidade grega, assentava num suporte de madeira, munido de um mecanismo de noz, que puxava a corda do arco da besta.
Uma vez retesada a corda do arco da besta, dispara-se, rodando o molinete no sentido horário. Ao disparar-se, há um mecanismo, no fundo da aljava, que, por efeito da gravidade, faz com que uma flecha caia no entalhe da mensa. Depois basta voltar a rodar o molinete, de maneira a que o mecanismo de noz da mensa recue, tornando a entesar-se a corda do arco da besta e, por conseguinte, armando a besta.